# Cobalt 60
table
Le cobalt 60, noté 60Co, est l'isotope du cobalt dont le nombre de masse est égal à 60 : son noyau atomique compte 27 protons et 33 neutrons avec un spin 5+ dans son état fondamental pour une masse atomique de 59,933 82 g/mol. Il est caractérisé par un excès de masse de −61 650 keV et une énergie de liaison nucléaire par nucléon de 8 746,77 keV.

## Radioactivité; production

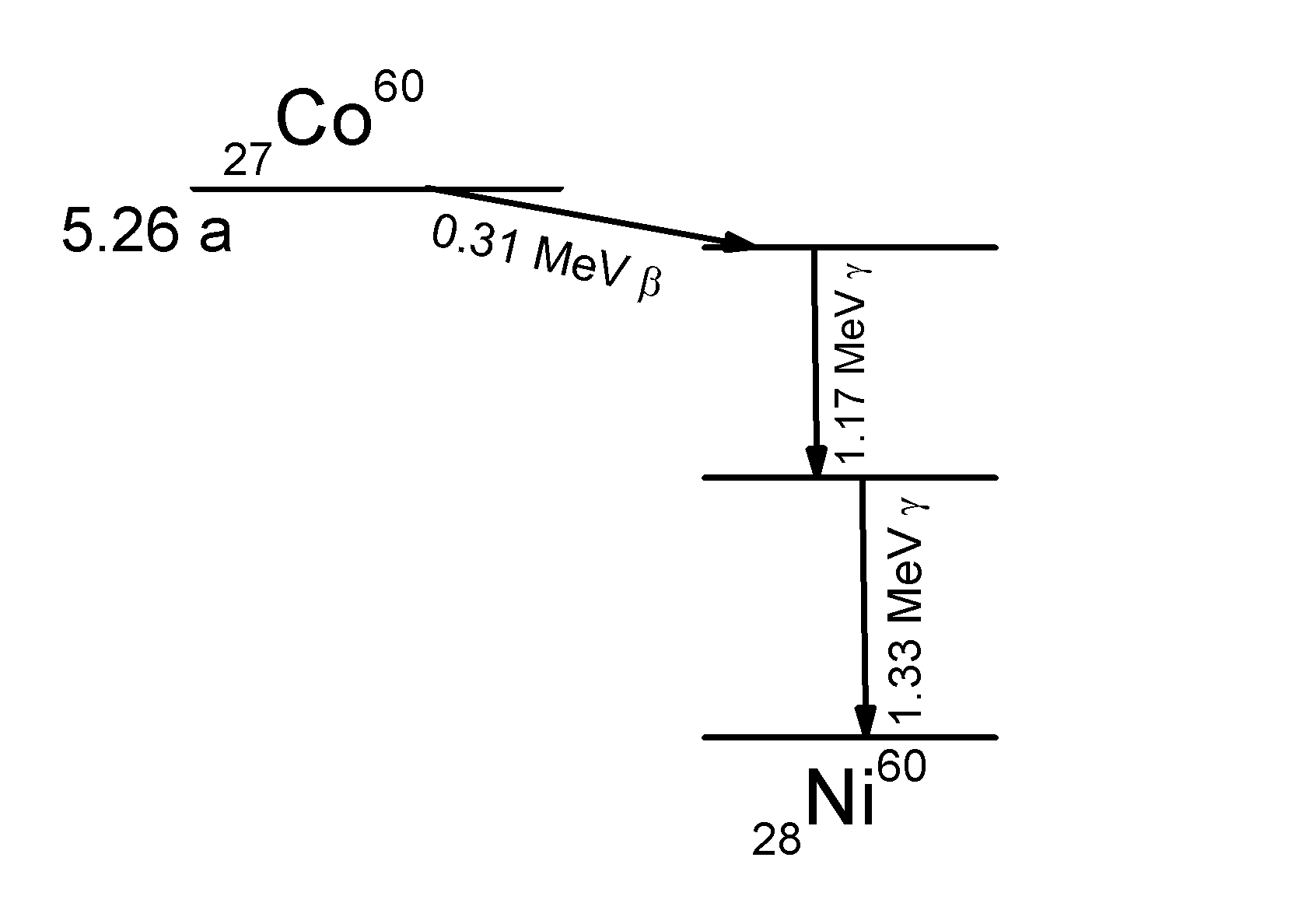
Désintegration du Cobalt 60

Il s'agit d'un radionucléide qui donne du nickel 60 par désintégration β− avec une énergie de désintégration de 2,824 MeV et une période radioactive de 1 925,1 ± 0,1 jours (5,271 4 ans, la plus longue des radioisotopes du cobalt). Du fait de cette brièveté, le cobalt 60 est absent du milieu naturel et doit être produit artificiellement par bombardement de neutrons thermiques — généralement modérés au 252Cf à travers de l'eau — sur du cobalt 59, seul isotope stable du cobalt. Cette méthode induit la formation d'une fraction d'isomère 60mCo, qui correspond à une énergie d'excitation de 58,59 keV libérée sous forme de photons γ avec une période de 628 s (10,467 min).
Aux États-Unis, le réacteur de test avancé du laboratoire national de l'Idaho est la seule source intérieure de cobalt 60 pour des applications médicales.

## Utilisations

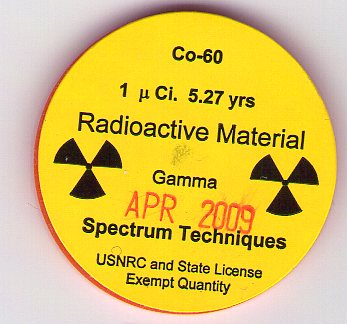
Conteneur de cobalt 60.
Spectre γ du 60Co montrant les raies de 1,173 2 et 1,332 5 MeV.

L'activité massique du 60Co est, compte tenu de sa période radioactive, de 44 TBq/g. Il donne des rayons β− (électrons) faiblement pénétrants, mais ce sont les rayons γ de 1,173 2 et 1,332 5 MeV des isomères du 60Ni issus de la désintégration du cobalt 60 qui sont très utilisées compte tenu de leur intensité, de la facilité avec laquelle on peut produire ce radioisotope et de la faible durée de vie de ce dernier :
- En médecine, on a longtemps utilisé des sources de cobalt 60 en radiothérapie (télécobalthérapie), entre autres pour le Gamma knife, mais cette technique avait l'inconvénient de devoir se débarrasser tous les cinq ans d'une source encore très radioactive susceptible de causer des accidents, sans compter le fait que le cobalt a tendance à partir en poussières. Interdits en France depuis 2010[2], les appareils de télécobalthérapie sont remplacés par des accélérateurs linéaires, bien plus sûrs et contrôlables, ne possédant pas de source radioactive.

- Dans l'industrie, les rayons γ servent à stériliser le matériel médical ou alimentaire (par irradiation des aliments)

- D'un point de vue militaire, du 59Co stable peut être incorporé à une bombe nucléaire pour donner, en absorbant des neutrons émis lors de la réaction nucléaire à l'impact, du 60Co radioactif dispersé par l'explosion dans le but de contaminer fortement l'environnement de la cible et le rendre inhabitable pour plusieurs décennies (concept de la « bombe salée »).

Avec une probabilité infime, l'isomère 60mCo peut également subir une désintégration β− et donner l'un ou l'autre des deux isomères du 60Ni de spin nucléaire 2+.